# Xã Jefferson, Quận Scotland, Missouri
Xã Jefferson (tiếng Anh: Jefferson Township) là một xã thuộc quận Scotland, tiểu bang Missouri, Hoa Kỳ. Năm 2010, dân số của xã này là 2.501 người.